# Нгуен Бинь Кхьем
Нгуен Бинь Кхьем (вьет. Nguyễn Bỉnh Khiêm, 阮秉謙); 1491[…], Хайфон — 1585[…], Хайзыонг) — вьетнамский поэт, философ и просветитель, занимавший пост высокого правительственного чиновника. Позднее он был признан святым религии Каодай. Его упоминают также под именами Хань Фу, Бать Ван куси (白雲居士, отшельник белого облака), и Чанг Чинь (вьет. Trạng Trình).

## Биография

### Ранние годы
Нгуен Бинь Кхьем родился на берегу Тихого океана в деревне Ко-Ам (сейчас в составе современного Хайфона). Его учителем был доктор Лыонг Дак Банг (Lương Đắc Bằng).

### Государственная служба
Нгуен Бинь Кхьем смог пройти государственный экзамен 1535 года уже в возрасте 44 лет, он не смог участвовать в экзаменах раньше из-за большой нестабильности в государстве. Он написал доклад императору о коррупции, предлагая немедленно отрубить головы 18 зарвавшимся чиновникам, но доклад был проигнорирован, отчего он подал в отставку. Далее он вернулся в свою деревню.

### Просветительская деятельность
На родине Нгуен Бинь Кхьем основал училище. Его учениками были дипломат Фунг Кхак Кхоан, Лыонг Хыу Кхань, а также учёный писатель-отшельник Нгуен Зы.
Слава о нём распространилась по всей стране, его стали почитать как мудреца, и просить советов. В то время династия Мак ослабла, страну раздирали междоусобицы, и к Нгуен Бинь Кхьему обращались представители господствующих военных кланов князей Нгуен (Нгуен Хоанг, вьет. Nguyễn Hoàng) и князей Чинь (Чинь Кьем, вьет. Trịnh Kiểm). Нгуен Хоангу он посоветовал опираться на восстановленную династию Ле. Чинь Киему он рекомендовал искать опоры в малоосвоенных южных землях. Оба послушались его рекомендаций и в Дайвьете была установлена стабильная политическая система, которая смогла просуществовать 200 лет. Нгуен Бинь Кхьем приобрёл репутацию мудреца, который предвидит будущее.
Нгуен Бинь Кхьем умер в возрасте 95 лет.

## Литературная деятельность

### Стихосложение
Нгуен Бинь Кхьем писал также стихи на китайском и на вьетнамском в транскрипции тьы-ном, он написал более тысячи стихотворений, многие из которых сохранились до настоящего времени. Стихи носили преимущественно созерцательный и философский характер. Хорошо известен сборник стихов Белого Облака.

### Пророчества
Он считается автором знаменитой большой поэмы Sấm Trạng Trình (Пророчества Чанг Чиня) (Чанг Чинь — один из его псевдонимов). Поэма содержит ряд предсказаний, подобных пророчествам Нострадамуса, к которым позднее привязывали происходящие события будущего. Стала знаменитой строчка «И был основан Вьетнам» (вьет. Việt Nam khởi tổ xây nền),, первое упоминание названия страны.
Примеры предсказаний Чанг Чиня:

В период хвоста дракона и головы змеи будут военные невзгоды.

Раздоры повсюду повлекут вооруженные столкновения.

На крупе лошади и в козьей повозке кончатся герои.

Придут годы Обезьяны и Петуха, и увидим благоденствие.

## Признание во Вьетнаме
Именем Нгуен Бинь Кхьема названы центральные улицы во многих городах Вьетнама.

## Примечание
1. 1 2 3 4  Bỉnh Khiêm Nguyẽ̂n // Faceted Application of Subject Terminology
2. 1 2 3 4  Nguyên Binh Khiem // Enciclopedia Sapere (итал.) — De Agostini Editore, 2001.
3. 1 2  Nguyễn Bỉnh Khiêm. Sấm Trạng Trình. wikisource.org. Архивировано 19 сентября 2011 года."
4. ↑  Биография Нгуен Бинь Кхьема. Дата обращения: 17 сентября 2011. Архивировано из оригинала 19 декабря 2013 года.
5. ↑  Vietnam Country Map (англ.). — Periplus Travel Maps, 2002–03. — ISBN 0-7946-0070-0.